# CAM Timișoara
CAM Timișoara a un fost club de fotbal din Timișoara, România. Fondat în august 1936, acesta a fost desființat în 1949.

## Istorie
Clubul apare în 1936 în urma fuziunii a două cluburi, CAT și RGMT.
RGMT a fost fondat în 1911, sub numele de Reuniunea de gimnastică a muncitorilor din Timișoara, când a început oficial în campionatul districtual. Culori: roșu-negru. Primul președinte al asociației a fost Sigismund Löbi. Echipa folosită în perioada de dinaintea primului război mondial a fost: Holzer - Reuter I, Drexeler, Reuter II, Tóth, Horváth - Heich, R. Wetzer, Stepumer, Serly, Blum.
După război, clubul a activat în Campionatul District Timișoara, prima categorie, în mod regulat a terminat în jumătatea superioară a clasamentului. Jucătorii utilizați în perioada 1925-1929 au fost: Pülöck, Grell, Zarda II, Koch, Steinbach, Radici, Wessely, Ranschau, Katai, Szlovik, Busza, Karlach, Sindelar, Szedlanik, Löwenfeld, Kovács, Antalescu, Palmer II, Loch, Stepan, Szabó, Szücs.
La sfârșitul sezonului 1929-1930 al Campionatului Regional, clubul termină pe primul loc și se califică pentru turneul final al campionatului național, Divizia A 1929-1930. Ajunge până în sferturile de finală fiind eliminată de către Gloria CFR Arad, scor 1-0.
În 1932-1933, la începutul noului format Divizia A, RGM Timișoara devine unul din doi reprezentanți la acest nivel competițional, alături de Ripensia Timișoara. Termină pe locul 6 în Seria a II-a Divizia A 1932-1933 și este obligată să participe la un play-off pentru a evita retrogradarea. Acesta joacă împotriva echipelor Romania Cluj și Juventus București și pierde ambele meciuri și retrogradează în Campionatul District. Echipa folosită în Divizia A 1932-1933: Fuch - Molnár, Hajdu - Gerber, Stepan, Máthé - Iovicin, Reuter, Löwenfeld, Stocksläger, Busza.
După un sezon în Campionatul District Timișoara (1933-34), clubul intră în prima ediție a Divizia B și termină sezonul 1934-1935 pe locul 3 din seria a II-a. RGM termină sezonul următor pe poziția a patra. Echipa folosită: Gervin - Gerber, Hajdu - Pokomy, Weidle, Morawetz - Seceni, Tóth, Stepan, Jánosi, Reuter.
În august 1936, RGM Timișoara se unește cu CA Timișoara și devine CAM Timișoara (Clubul Atletic Muncitoresc Timișoara).
La sfârșitul sezonului 1937-1938 al Diviziei B echipa termina pe locul secund, în spatele echipei UD Reșița. Acesta a fost un sezon bun pentru club, deoarece a jucat, de asemenea, finala Cupei României împotriva echipei Rapid București, scor 2-3.
La sfârșitul sezonului 1938-1939 al Divizia B, clubul termină pe primul loc în Seria a III-a. În acest fel, au câștigat dreptul de a participa la un play-off pentru promovarea în Divizia A. Adversarul lor a fost Mureșul Târgu Mureș. Ei au reușit să promoveze după (4-1, 0-1). Jucătorii de atunci au fost: Eichler, Gerber, Kohn, Faragó, Szepe, Jánosi, Bücher, Zsizsik, Possak, Szeles II, Szöcs, Reuter, Golgoțiu, Ilieș, Tóth, Cota, Ciobanu, Persam.
În sezonul următor, CAM este în mod abuziv exclusă din Divizia A și este forțată să joace în Divizia B, Seria I, deși au terminat campionatul pe locul 10, neretrogradabil.
După al doilea război mondial, clubul se unește pentru o scurtă perioadă cu Chinezul Timișoara, noul club fiind numit CAM Chinezul Timișoara, dar numai până în 1946, atunci când revine înapoi la numele CAM. Acesta joacă în Divizia B, unde termină pe locul 9 respectiv 2 la sfârșitul sezoanelor 1946-1947 și 1947-1948. Jucători utilizați: Sommer, Sandner, Androvits, Ramis, Mihailovici, Ban, Ferenczi I, Ferenczi II, Bozoki, Borzan, Cogan, Pakozdi, Lippai, Persam, Beth, Cotty, Andreescu, Nyiredi, Dușan, Weinhöpfel, Precup, Thierjung, Biró II.
La sfârșitul sezonului 1948-1949 din Divizia B, CAM termină pe locul 13 și retrogradează, și cu aceasta dispare din fotbalul românesc.

## Palmares

### Competiții Naționale

#### Ligi:
```
 
Liga I
:
```

Locul 5 (1): 1939–40
```
Liga a II-a
:
```

Campioni (1): 1938–39
Vicecampioni (2): 1937–38, 1947–48

#### Cupe:
```
 
Cupa României
:
```

Finalistă (1): 1937–38